# 東京電力湯沢発電所の水利権問題
東京電力湯沢発電所の水利権問題（とうきょうでんりょくゆざわはつでんしょのすいりけんもんだい）は、東京電力（現・東京電力ホールディングス。水力発電事業は東京電力リニューアブルパワーに移管）湯沢発電所が、清津川から1923年（大正12年）より毎秒6.121トンを取水して魚野川へ放流している水利権をめぐり、下流の十日町市と南魚沼市が対立している問題である。

## 経過
- 1923年（大正12年）- 湯沢発電所稼動。
- 1975年（昭和48年）- 国が東電に2005年まで30年間の水利権を許可。
- 2002年（平成14年）- 中里村が東電に水利権の放棄を要請。
- 2004年（平成16年）- 魚野川流域7町が中里村に対抗し、協議会を設立。
- 2005年（平成17年）- 7月、県が「清津川・魚野川流域水環境検討協議会」を設立。清津川への試験放流が始まる。
  - 11月、東電が国に2006年～2010年の5年間水利権を更新申請。
- 2007年（平成19年）- 東電による無許可分水などが判明、国が再提出を命令。
- 2008年（平成20年）- 東電が申請内容を補正し、再提出。
- 2010年（平成22年）- 2月1日、国が申請を妥当と判断、県に意見を求める。
  - 水利権の更新について、平成18年に発電用水を目的外に使用、許可を受けずに工作物を新築・改築したため、是正申請した（2006年1月～2010年末の水利権）。補正完了後の申請書の審査について、内容について妥当と判断されるため、再度、経済産業大臣への協議と、新潟県への意見聴取を行った。

1. 県は、東電の11年以降の水利権の申請期限とされる11月までに、両市の意見を調整したいとしている。
2. 「清津川・魚野川流域水環境検討協議会」において合意された内容を尊重。
3. 河川の水質や景観等が維持されるよう0.334～1．056㎥/秒の河川維持流量を新たに確保。
4. 河川環境等の状況に応じ、必要と認められる場合には、河川維持流量を変更できる。
5. 許可期間は、5年間とする。
6. 最大取水量の減量（目的外使用分の減量）
7. 通年（6.121㎥/秒⇒ 5/1～9/30：6.099㎥/秒）
8. 10/1～4/30 （6.121㎥/秒）
9. 許可を受けずに新築又は改築した工作物（排砂ゲート等５件）の安全性の確認。
10. 許可期間は、2006年（平成18年）1月1日～2011年（平成22年）12月31日までの5年間。

- 2月24日 - 水利権更新の許可に関して、清津川及び魚野川流域地元自治体（十日町市、南魚沼市）の意見。

1. 南魚布市意見「許可することについて、支障ありません」

- 4月28日 - 十日町市意見「水利権規則（案）に掲げる取水制限流量については、清津川下流域の十日町市民を長年苦しめてきたことへの改善とは言い難く、十日町市として容認できる内容ではありません」

1. 現在、清津川・魚野川流域水環境検討協議会で協議中ですが、知事より北陸地方整備局信濃川河川事務所長に対しまして、第5回協議会において十日町市が提案した維持流量案を踏まえ、清津川の流量が増量されるよう働きかけていただきたい。
2. また、新潟県として、早急に南魚沼地域の農業者の懸念を払拭する手立てを講じていただき、一日も早く「清津川の水は清津川へ」という十日町市民の積年の悲願に応えられるよう、取り組んでいただきますよう強く要望いたします。

- 9月28日 - 県、十日町市、南魚沼市の3者会談についての意見

1. 発電のため清津川から取水し、魚野川へ放流する現在の水の流れを見直す抜本的な解決策を検討することで一致。
2. 泉田裕彦新潟県知事 - 「専門家の知見を入れてあらゆる可能性を排除せずに検討する。選択肢は多ければ多いほどいい」
3. 井口一郎南魚沼市長 - 「清津川の水を利用していくことで後に同様な問題が起きないとも限らない。できれば魚野川の流域の中で水量を満たせる方法がみいだせれば一番いい」
4. 関口芳史十日町市長 - 「抜本的対策を体制ができたことは解決への大きな一歩」
5. 県幹部 - 「全くの想定外。寝耳に水だ」
6. 国の関係者 - 「従来のルールを超えた話。公共事業削減の流れの中で、予算を含め本当に実現できるか」
7. 県土木部職員 - 「最適の答えのない流量をこの先、どう決めていくのか」
8. 県農地部 - 「土地改良事業は地元の意向と申請でうごくものだ。今後どう進むか分からないが、できることをやるしかない」
9. 国土交通省北陸整備局 - 「詳細が分からず何とも言えない」
10. 東電信濃川電力所 - 「会談の内容について正式な話を聞いていないのでコメントできない」
11. 旧中里村長：山本茂穂（79）- 「一歩前進だが、県にはもっと早く動いてほしかった。清津川の水は清津川に流れるべきで、どのように実現するのか注目したい」
12. 中魚沼漁協：長谷川克一組合長 - 「アユ漁が盛んな夏場に清津川への流量増加を求めているが、具体策は見えてこない」
13. 「清津川を守る会」事務局：藤ノ木信子（53）- 「水の流れを見直す検討を知事が打ち出した点は評価できる。ただ、いつ抜本策が動き出すか分からないので流量の増加は今後も求めていく」
14. 南魚沼土地改良区：原田勝重理事長 - 「現在の水の量でぎりぎりやり繰りしている状態。これ以上の減量はない」として「ダムでも造らないと解決にはならないだろうが。国の方針に逆行する上、発電所の問題もある」
15. 南魚沼市の農業（魚沼コシヒカリ）：宮田隆雄（62）- 「後継者も少ない中、水がこれ以上減ると稲作をやめる人も出てくる」と不安がる。抜本策については「将来的にダムは必要。山が深いから水をためられるし、大きいのを造ってほしい」

（新潟日報：平成22年9月29 ・30日）
- 10月28日 - 十日町市長と南魚沼市長が将来的な抜本策実現までの暫定処置として清津川への流量増を検討することで合意。
- 11月10日 - 県と十日町市・南魚沼市の3者が、抜本的な解決策に向けた枠組みを示した協定書を締結。
  - 覚書では「試験放流の増量は南魚沼側に支障のない範囲とする」とし、増量の数量は明記しない。
  - 県は、12月末に期限を迎える東電の水利権更新に「同意する」との意見を国土交通省北陸地方整備局に提出。
  - 北陸地方整備局は、水利権更新を許可した。
  - 次の水利権（2011年～）の申請期限は11月末（東電は期間を20年とする方針）
- 12月27日 - 第1回魚野川流域水資源確保検討委員会の開催
- 2011年（平成23年）- 1月31日、清津川・魚野川流域水環境検討協議会の開催。
  - 暫定的な維持流量は年平均で毎秒0.142トン増量され、0.716トンとなる。季節ごとの増量は0.011トン～0.644トンで、かんがい期に比べ秋の増量は約60倍。水温が上がる7、8月も清津川の河川環境に配慮し増量分を多くした。
- 2017年8月22日、県と十日町市、南魚沼市は抜本的な解決を目指すことなどを確認する協定書を結ぶ[1]。

## 魚野川西部・東部開田について
- 国営土地改良事業
  - 六日町農地造成（事業年度S17～S37年）
    - 受益面積 615ha（開田 572ha、開畑 43ha、頭首工1箇所）

  - 魚野川東部区画整理農地造成用排水改良（事業年度S40～S53年）
    - 受益面積 2,419ha（農地造成 637ha、区画整理 1,232ha）